# Джон Морсбі
Джон Морсбі (англ. John Moresby, 15 березня 1830, село Олерфорд, графство Сомерсет — 12 липня 1922, Ферем, графство Гемпшир) — британський контр-адмірал, дослідник.

## Життєпис
Народився в родині адмірала флоту Ферфакса Морсбі. У дуже молодому віці пішов на флот волонтером 1-го класу на судно «Віктор» і поступово виріс до капітана 1031-тонного парового колісного крейсера «Василіск», на якому проводив гідрологічні вишукування біля східної частини острова Нова Гвінея. У ході своїх досліджень він відкрив затоку, яку на честь свого батька назвав Ферфакс; згодом поруч із поселеннями тубільців виросло місто, яке отримало назву Порт-Морсбі.
Джон Морсбі також займався пошуками найкоротшого шляху з Австралії до Китаю. У східній частині острова він відкрив протоку, яку назвав Чайна-Стрейтс, і продовжив свої дослідження на північ аж до затоки Гуон.
Згодом отримав звання контр-адмірала.

## Друковані роботи
- New Guinea and Polynesia…, John Moresby, John Murray 1876 (reprinted 2002, Elibron Classics, ISBN 1-4021-8798-X)
- Two Admirals, Admiral of the Fleet, Sir Fairfax Moresby (1786—1877), and His Son, John Moresby. A Record of Life and Service in the British Navy for a Hundred Years, John Moresby, Murray, London 1909